# Lycaena heteronea
Lycaena heteronea är en fjärilsart som beskrevs av Jean Baptiste Boisduval 1852. Lycaena heteronea ingår i släktet Lycaena och familjen juvelvingar. Inga underarter finns listade i Catalogue of Life.